# Gilda Jovine
Gilda Jovine, nata Gilda E. Gross Reyes  (Santo Domingo, 10 febbraio 1981), è una modella dominicana, eletta Miss Repubblica Dominicana 2000.
Nata e cresciuta a Santo Domingo, la nonna di Gilda Jovine fu una delle prime sarte di Oscar de la Renta. La Jovine inizia la sua carriera di modella all'età di quindici anni, partecipando a varie sfilate nella Repubblica Dominicana, a New York ed a Porto Rico. È inoltre comparsa in riviste, pubblicità e cataloghi.
Nel 1999, la Jovine partecipa e vince il concorso di bellezza Miss Latina International, che si tiene a New York. L'anno successivo, viene eletta Miss Repubblica Dominicana 2000 in rappresentanza della municipalità di Constanza. Nel corso dello stesso anno, rappresenta la propria nazione a Miss Universo 2000, che si tiene a Cipro ed a Miss Mondo 2000 a Londra.
Gilda Jovine si è diplomata presso la Barbizon School a New York, ed in seguito ha frequentato la Universidad Iberoamericana di Santo Domingo, laureandosi in relazioni pubbliche. Nel 2003 la modella ha sposato un collega, al quale ha dato due figli, un maschio ed una femmina.